# Marc-Antoine Quantin
Pour les articles homonymes, voir Quantin.
Marc-Antoine Quantin est un notaire et homme politique français né à Chandieu (Isère) le 7 février 1807 et mort à Saint-Étienne le 14 août 1854.
Ses deux frères étaient également notaires l'un dans le Rhône et l'autre dans l'Isère. Il achète l'office du notaire Serre en 1833. Sous Louis-Philippe, il est directeur de la caisse d'Épargne (1837) et conseiller municipal de Valbenoîte (1840) où il exerce les fonctions de secrétaire. Il est élu conseiller municipal de Saint-Étienne le 11 juin 1848. 
Il fait fonction de maire dans cette éphémère municipalité de juin-juillet. Premier adjoint de Nicolas Heurtier, il assume la direction de fait de la municipalité pendant trois ans (1849-1852), et, bonapartiste zélé, lui succède tout naturellement en mai 1852. 
Il siège également au Conseil général et avait reçu la légion d'honneur en septembre 1852. Il meurt en fonctions. Son office devait être acheté par Nicolas Moyse futur maire de Saint-Étienne.